# Winthemia imitator
Winthemia imitator là một loài ruồi trong họ Tachinidae.